# Äntligen (sång)
Äntligen är en sång skriven av Marie Fredriksson och Mikael Bolyos, och inspelad av Marie Fredriksson på albumet Äntligen år 2000 samt utgiven på singel samma år.

## Listplaceringar
| Lista (2000) | Topplacering |
| ------------ | ------------ |
| Sverige      | 34           |

### Fotnoter
1. ↑  ”Äntligen en samling med Marie”. Roxettnyheter. 20 januari 2000. http://www.angelfire.com/ab/roxette/news.html. Läst 18 augusti 2014.
2. ↑  ”Äntligen”. Svensk mediedatabas. 27 februari 2000. http://smdb.kb.se/catalog/id/001542979. Läst 18 augusti 2014.
3. ↑  ”Äntligen”. Swedishcharts. 27 februari 2000. http://swedishcharts.com/showitem.asp?interpret=Marie+Fredriksson&titel=%C4ntligen&cat=s. Läst 18 augusti 2014.